# Aipysurus eydouxii
Đẹn đuôi gai (Aipysurus eydouxii) là một loài rắn biển trong họ Rắn hổ. Nó được Gray mô tả khoa học đầu tiên năm 1849. Loài rắn này khác thường trong số các loài rắn biển ở chỗ nó chỉ ăn trứng cá. Là một phần của chế độ ăn bất thường này, loài này đã bị mất răng nanh và các tuyến nọc độc gần như bị teo hoàn toàn.

## Từ nguyên
Tên cụ thể, eydouxii, tưởng nhớ nhà tự nhiên học người Pháp Joseph Fortuné Théodore Eydoux.

## Phạm vi địa lý
A. eydouxii được tìm thấy ở Tây Úc, Lãnh thổ phía Bắc, Queensland, Biển Đông, Vịnh Thái Lan, Indonesia, Bán đảo Malaysia, Việt Nam và New Guinea.

## Mô tả
Con trưởng thành có thể đạt chiều dài từ mõm đến lỗ thông hơi là 1 m. Các tấm chắn đầu đều đặn và đối xứng. Vảy lưng nhẵn xếp thành 17 hàng ở giữa thân. Vảy bụng, khác biệt trong suốt chiều dài của cơ thể, dao động từ 141 đến 149; vảy dưới đáy, từ 27 đến 30.

## Môi trường sống
A. eydouxii sinh sống ở các vịnh cạn và cửa sông.

## Chế độ ăn
A. eydouxii ăn trứng cá. So với các loài rắn biển khác, nó có một số đặc điểm liên quan đến chế độ ăn uống đặc biệt của nó. Chúng bao gồm cơ cổ họng chắc khỏe, sự hợp nhất vảy môi, răng giảm và rụng, kích thước cơ thể giảm đáng kể, và (do sự mất đoạn dinucleotide trong gen 3FTx) làm giảm độc tính của nọc độc.
Chỉ có một loài rắn biển khác, Emydocephalus annulatus, cũng ăn chỉ có trứng cá như A. eydouxii.